# Игри на волята
„Игри на волята“ е българска версия на колумбийското шоу Desafío. Българската версия започва през есента на 2019 г. Водещ на първия сезон е Александра Сърчаджиева, а на останалите – Димо Алексиев (от втори до шести сезон), Ралица Паскалева и Павел Николов (от седми сезон).
През пролетта на 2025 г. стартира спиноф на предаването, носещ името „SESAME Турнири на волята“, чиито водещи са Павел Николов (участник в 6 сезон) и Ралица Паскалева. От пети сезон започва и подкастът на шоуто „След игрите“, чиято водеща е Ива Иванова в пети сезон, а от шести – Ваня Запрянова (участник в сезон 2).

## Сезони
| Сезон | Сезон | ТВ канал | Година | Епизоди | Брой участници | Водещ(и)                         | Старт        | Финал       | Победител      | Награда     |
| ----- | ----- | -------- | ------ | ------- | -------------- | -------------------------------- | ------------ | ----------- | -------------- | ----------- |
|       | 1     | Нова ТВ  | 2019   | 66      | 24             | Александра Сърчаджиева           | 6 септември  | 6 декември  | Добрин Николов | 200 000 лв. |
|       | 2     | Нова ТВ  | 2020   | 66      | 26             | Димо Алексиев и Ралица Паскалева | 6 септември  | 4 декември  | Милен Цветков  | 100 000 лв. |
|       | 3     | Нова ТВ  | 2021   | 67      | 29             | Димо Алексиев и Ралица Паскалева | 4 септември  | 3 декември  | Андрей Гридин  | 100 000 лв. |
|       | 4     | Нова ТВ  | 2022   | 63      | 30             | Димо Алексиев и Ралица Паскалева | 3 септември  | 29 ноември  | Алекса Ерски   | 100 000 лв. |
|       | 5     | Нова ТВ  | 2023   | 79      | 33             | Димо Алексиев и Ралица Паскалева | 2 септември  | 1 декември  | Иван Рълев     | 100 000 лв. |
|       | 6     | Нова ТВ  | 2024   | 79      | 41             | Димо Алексиев и Ралица Паскалева | 14 септември | 13 декември | Мартин Кънев   | 100 000 лв. |
|       | 7     | Нова ТВ  | 2025   |         | 41             | Павел Николов и Ралица Паскалева | 8 септември  | декември    |                | 100 000 лв. |

### SESAME Турнири на волята
| Сезон | Сезон | ТВ канал | Година | Епизоди | Брой участници | Водещ(и)                         | Старт   | Финал    | Победител     | Награда   |
| ----- | ----- | -------- | ------ | ------- | -------------- | -------------------------------- | ------- | -------- | ------------- | --------- |
|       | 1     | Нова ТВ  | 2025   | 6       | 10             | Павел Николов и Ралица Паскалева | 17 март | 28 април | Светлин Митев | автомобил |

## Формат
Три отбора се състезават в различни състезания за по-добри условия за живот, но само един извоюва привилегията да живее в лукс. Вторият работи за поминъка си, като сформира рибарска бригада (стопанство в останалите сезони), а третият е изоставен на безлюден плаж (дивата река от втори до пети сезон), където оцелява като след корабокрушение – без подслон и храна. Ежедневието на участниците е непрекъснато състезание с времето и обстоятелствата, но в крайна сметка всеки получава това, което заслужава.
В трети сезон е добавена нова локация – Плажът на Отшелника. Там един човек оцелява и на края на седмицата се състезава с човека, който е получил най-много гласове на племенния съвет и е бил победен след елиминационната битка. Никой не подозира за съществуването на Плажът на Отшелника.
В четвъртия сезон е добавен и четвърти, скрит от другите отбор, а локацията която обитават е Обиталище (Чистилище в пети сезон). Те се борят за влизане в основните три племена, като при всяка битка един влиза в племето, което последно е изгонило участник. Победителят от този отбор влиза като пълноправен участник в състезанието, вторият печели имунитет за племенния съвет, а завършилият последен по два служебни номинационни гласа. По време на съвета участникът събрал най-много негативни гласове отпада от надпреварата.
От шести сезон племената са вече пет – три главни племена и две, които се изправят едно срещу друго, като победителите се присъединяват като четвърто главно племе. Добавена е и нова локация – Блатото, където едно от четирите племена е в изгнание. В началото на втория етап е добавена още една нова локация – Изолатор.

### Турнири на волята
През пролетта на 2025 г. за първи път десет от най-силните участници от „Игри на волята“ се изправят един срещу друг в изпитания на живо пред публика в няколко български града. Турнето под името „SESAME Турнири на волята“ започва на 15 март в Бургас (Арена Бургас) и продължава на 22 март във Варна (Дворец на културата и спорта), на 26 март в София (Арена София), на 5 април в Русе (Арена Русе) и на 12 април в Пловдив (зала „Колодрум“), като финалът е на 24 април, отново в Арена София. Излъчването на събитията започва от 17 март (понеделник) от 20:00 ч. по NOVA.

## Сезон 1
Единствено в този сезон победителят е избран чрез зрителско гласуване.

### Участници
| Участник                                               | Елиминиран/a от                               | Племе      | Племе      | Краен резултат                                  |
| ------------------------------------------------------ | --------------------------------------------- | ---------- | ---------- | ----------------------------------------------- |
| Анита Аризанова 35, София                              | Амелия-Мира Маркова                           | Прабългари | Прабългари | Елиминирана първа                               |
| Гичка Пътникова 25, Петрич                             | Амелия-Мира Маркова                           | Прабългари | Прабългари | Елиминирана втора                               |
| Илиян Миланов 27, Тополовград                          | Роберта Стойнева                              | Траки      | Траки      | Елиминиран трети                                |
| Йоана Емилова 20, Монтана                              |                                               | Славяни    | Славяни    | Напуснала доброволно                            |
| Георги Иванов 28, Ямбол                                | Атанас Бръндев                                | Прабългари | Прабългари | Елиминиран четвърти                             |
| Бояна Генова 27, Бургас                                | Атанас Бръндев                                | Славяни    | Славяни    | Елиминирана пета                                |
| Прабългарите се разпадат, остават само Славяни и Траки |                                               |            |            |                                                 |
| Марешка Глущук 23, Варна                               | Амелия-Мира Маркова                           | Славяни    | Славяни    | Елиминирана шеста                               |
| Атанас Бръндев 29, Благоевград                         |                                               | Траки      | Траки      | Напуснал заради нараняване                      |
| Амелия-Мира Маркова 27, София                          | Томас Нацидис                                 | Славяни    | Славяни    | Елиминирана седма                               |
| Георгиос Сърбинов 32, Кавала                           |                                               | Славяни    | Славяни    | Напуснал заради нараняване                      |
| Александър Кирилов 32, Петрич                          | Юлиян Златев                                  | Траки      | Славяни    | Елиминиран осми                                 |
| Стоян Вълчев 23, Несебър                               | Юлиян Златев                                  | Прабългари | Славяни    | Елиминиран девети                               |
| Роберта Стойнева 23, Радомир                           | Томас Нацидис                                 | Прабългари | Славяни    | Елиминирана десета                              |
| Март Лачев 25, София                                   | Анна-Мария Крайчева и Венцислава Панева       | Славяни    | Славяни    | Елиминиран единадесети                          |
| Елена и Стефания Иванови 32, София                     | Веселин Панчев                                | Траки      | Траки      | Елиминирани дванадесети                         |
| Индивидуална фаза (финалисти)                          |                                               |            |            |                                                 |
| Томас Нацидис 25, Берлин                               | Венцислава Панева                             | Славяни    | Славяни    | Елиминиран в предизвикателство, тринадесети     |
| Венцислава Панева 34, Варна                            | Юлиян Златев                                  | Прабългари | Траки      | Елиминирана в предизвикателство, четиринадесета |
| Радостина Бохорова 39, Благоевград                     | Анна-Мария Крайчева                           | Траки      | Славяни    | Елиминирана в предизвикателство, петнадесета    |
| Пламен Младенов 31, София                              | Веселин Панчев                                | Прабългари | Траки      | Елиминиран в предизвикателство, шестнадесети    |
| Анна-Мария Крайчева 27, София                          | Веселин Панчев, Добрин Николов и Юлиян Златев | Траки      | Славяни    | Елиминирана в предизвикателство, седемнадесета  |
| Веселин Панчев 32, Разград                             |                                               | Славяни    | Славяни    | Трето място                                     |
| Юлиян Златев 30, Плевен                                |                                               | Прабългари | Траки      | Второ място                                     |
| Добрин Николов 27, Карнобат                            |                                               | Траки      | Траки      | Победител                                       |

## Сезон 2

### Участници
| Участник                                           | Елиминиран/a от                              | Племе   | Племе   | Краен резултат                                        |
| -------------------------------------------------- | -------------------------------------------- | ------- | ------- | ----------------------------------------------------- |
| Пламен Диков 21, София                             |                                              | Ловци   | Ловци   | Напуснал доброволно                                   |
| Елена Василева 20, Ботевград                       | Николай Лазаринов                            | Жътвари | Жътвари | Елиминирана първа                                     |
| Ева Карамфилова 24, Варна                          | Ивайло Тодоров                               | Ловци   | Ловци   | Елиминирана втора                                     |
| Мая Тановска 30, София                             |                                              | Рибари  | Рибари  | Напуснала поради здравословни причини                 |
| Иван Драганов 38, София                            |                                              | Рибари  | Рибари  | Напуснал поради здравословни причини                  |
| Димитър Банчев 33, Пловдив                         | Любомир Костов                               | Жътвари | Жътвари | Елиминиран трети                                      |
| Ивайло Тодоров 25, Пловдив                         | Джералдин Тодорова                           | Рибари  | Рибари  | Елиминиран четвърти                                   |
| Христа Аспарухова 35, Плевен                       | Симона Станиславова                          | Рибари  | Рибари  | Елиминирана пета                                      |
| Сюзън Георгиева 20, София                          | Владислав Стоименов                          | Жътвари | Жътвари | Елиминирана шеста                                     |
| Станимира Неделчева 25, Бургас                     | Александър Димитров                          | Рибари  | Рибари  | Елиминирана седма                                     |
| Ловците се разпадат, остават само Жътвари и Рибари |                                              |         |         |                                                       |
| Александър Димитров 32, Варна                      | Екатерина Лазарова                           | Рибари  | Рибари  | Елиминиран осми                                       |
| Ивана Дилова 22, София                             |                                              | Жътвари | Жътвари | Напуснала поради здравословни причини                 |
| Симона Станиславова 28, Ловеч                      | Ваня Запрянова                               | Ловци   | Жътвари | Елиминирана девета                                    |
| Владислав Стоименов 31, Кюстендил                  | Тодор Желязков                               | Жътвари | Жътвари | Елиминиран десети                                     |
| Николай Стефанов 25, София                         | Екатерина Лазарова                           | Рибари  | Рибари  | Елиминиран единадесети                                |
| Любомир Костов 29, Петрич                          | Николай Лазаринов                            | Жътвари | Жътвари | Елиминиран дванадесети след загуба в капитанска битка |
| Чудомир Григоров 31, Пловдив                       | Тодор Желязков                               | Рибари  | Рибари  | Елиминиран тринадесети                                |
| Индивидуална фаза (финалисти)                      |                                              |         |         |                                                       |
| Тодор Желязков 33, Бургас                          | Екатерина и Йоанна Лазарови                  | Ловци   | Жътвари | Елиминиран в предизвикателство, четиринадесети        |
| Екатерина Лазарова 29, София                       |                                              | Рибари  | Рибари  | Елиминирана в предизвикателство, петнадесета          |
| Джералдин Тодорова 18, Оксфорд                     | Ваня Запрянова, Вайс Сайфи и Йоанна Лазарова | Жътвари | Жътвари | Елиминирана в предизвикателство, шестнадесета         |
| Николай Лазаринов 23, Пловдив                      | Ваня Запрянова, Вайс Сайфи и Йоанна Лазарова | Ловци   | Рибари  | Елиминиран в предизвикателство, седемнадесети         |
| Йоанна Лазарова 22, София                          | Борислав Лазаров                             | Ловци   | Рибари  | Елиминирана в предизвикателство, осемнадесета         |
| Вайс Сайфи 28, Пазарджик                           | Борислав Лазаров                             | Жътвари | Жътвари | Елиминиран в предизвикателство, деветнадесети         |
| Ваня Запрянова 27, Карнобат                        |                                              | Ловци   | Жътвари | Трето място                                           |
| Борислав Лазаров 27, София                         |                                              | Ловци   | Рибари  | Второ място                                           |
| Милен Цветков 31, Мездра                           |                                              | Ловци   | Рибари  | Победител                                             |

## Сезон 3

### Участници
| Участник                                              | Елиминиран/a от                                       | Племе       | Племе       | Краен резултат                                            |
| ----------------------------------------------------- | ----------------------------------------------------- | ----------- | ----------- | --------------------------------------------------------- |
| Иван Булкин 26, Пловдив                               | Симеон Станкович                                      | —           | —           | Елиминиран в предизвикателство                            |
| Златозар Атанасов 31, Пловдив                         | Симеон Станкович                                      | —           | —           | Елиминиран в предизвикателство                            |
| Елия Мицова 28, Кюстендил                             | Мани Ву Нанг Тъ и Симеон Станкович                    | Бойци       | Бойци       | Елиминирана първа                                         |
| Станислава Петрова 24, Бургас                         |                                                       | Бойци       | Бойци       | Напуснала заради нараняване                               |
| Виктория Петрова 35, Русе                             | Стоян Димитров и Симеон Станкович                     | Приключенци | Приключенци | Елиминирана втора                                         |
| Георги Братоев 33, София                              |                                                       | Жълти(1)    | Жълти(1)    | Напуснал поради здравословни причини                      |
| Александър Цеков 36, София                            |                                                       | Жълти       | Жълти       | Напуснал доброволно                                       |
| Габриела Димитрова 21, Варна                          | Семира Ал Сарай и Мартин Монев                        | Жълти       | Жълти       | Елиминирана трета                                         |
| Соня Милева 43, София                                 | Мани Ву Нанг Тъ, Елизабет Василева и Елена Боянова    | Бойци       | Бойци       | Елиминирана четвърта след загуба в битка за спасение      |
| Елена Боянова 27, Пловдив                             | Елизабет Василева и Мартин Монев                      | Жълти       | Жълти       | Елиминирана пета                                          |
| Семира Ал Сарай 24, София                             | Мани Ву Нанг Тъ, Калоян Проданов и Стратимир Георгиев | Приключенци | Приключенци | Елиминирана шеста след загуба в битка за спасение         |
| Верислав Туджаров 32, София                           |                                                       | Приключенци | Приключенци | Напуснал поради здравословни причини                      |
| Калоян Проданов 32, Добрич                            | Стратимир Георгиев и Мартин Монев                     | Бойци       | Бойци       | Елиминиран седми                                          |
| Мартин Монев 32, Стара Загора                         | Паулина Горанов и Елизабет Василева                   | Бойци       | Бойци       | Елиминиран осми                                           |
| Жълтите се разпадат, остават само Бойци и Приключенци |                                                       |             |             |                                                           |
| Стоян Димитров 51, Ботевград                          | Мани Ву Нанг Тъ                                       | Бойци       | Бойци       | Елиминиран девети                                         |
| Красима Кирова 21, Варна                              | Кремена Русева                                        | Жълти       | Бойци       | Елиминирана десета                                        |
| Кремена Русева 40, Хасково                            | Милена Мирева                                         | Бойци       | Бойци       | Елиминирана единадесета                                   |
| Валентин Мичев 24, Пловдив                            | Неделчо Богданов, Мани Ву Нанг Тъ и Паулина Горанов   | Приключенци | Приключенци | Елиминиран дванадесети след загуба в битка за спасение    |
| Мани Ву Нанг Тъ 34, Бургас                            | Паулина Горанов                                       | Бойци       | Приключенци | Елиминирана тринадесета                                   |
| Мани Ву Нанг Тъ 34, Бургас                            | Паулина Горанов                                       | Бойци       | Бойци       | Елиминирана тринадесета                                   |
| Милена Мирева 25, София                               | Симеон Станкович                                      | Приключенци | Бойци       | Елиминирана четиринадесета след загуба в капитанска битка |
| Димитър Морунов 32, Самоков                           | Андрей Гридин                                         | Бойци       | Бойци       | Елиминиран петнадесети                                    |
| Индивидуална фаза (финалисти)                         |                                                       |             |             |                                                           |
| Георги Рабухчиев 24, Стара Загора                     | Неделчо Богданов                                      | Приключенци | Приключенци | Елиминиран в предизвикателство, шестнадесети              |
| Борис Налбантов 27, София                             | Паулина Горанов                                       | Жълти       | Приключенци | Елиминиран в предизвикателство, седемнадесети             |
| Елизабет Василева 21, София                           | Стратимир Георгиев                                    | Жълти       | Бойци       | Елиминирана в предизвикателство, осемнадесета             |
| Неделчо Богданов 38, Несебър                          | Андрей Гридин, Симеон Станкович и Паулина Горанов     | Бойци       | Бойци       | Елиминиран в предизвикателство, деветнадесети             |
| Стратимир Георгиев 28, Варна                          | Андрей Гридин, Симеон Станкович и Паулина Горанов     | Приключенци | Приключенци | Елиминиран в предизвикателство, двадесети                 |
| Паулина Горанов 24, Полша                             |                                                       | Приключенци | Приключенци | Трето място                                               |
| Симеон Станкович 25, София                            |                                                       | Жълти       | Приключенци | Второ място                                               |
| Андрей Гридин 33, Казахстан                           |                                                       | Жълти       | Бойци       | Победител                                                 |

- (1) Първоначално племето се нарича „Шампиони“, но след нарушение на правилата биват преименувани на „Жълти“.

## Сезон 4

### Участници
| Участник                                                       | Елиминиран/a от                                       | Племе      | Племе      | Племе      | Краен резултат                                          |
| -------------------------------------------------------------- | ----------------------------------------------------- | ---------- | ---------- | ---------- | ------------------------------------------------------- |
| Илина Георгиева 30, Велико Търново                             | Виктория Григорова                                    | Безстрашни | Безстрашни | Безстрашни | Елиминирана първа                                       |
| Иван Мирчев 29, Благоевград                                    |                                                       | Резерви    | Резерви    | Резерви    | Елиминиран втори след гласуване на племенен съвет       |
| Димитър Куков 32, София                                        | Генчо Генчев                                          | Непобедими | Непобедими | Непобедими | Елиминиран трети                                        |
| Иван Гайтанов 20, Бургас                                       |                                                       | Резерви    | Резерви    | Резерви    | Елиминиран четвърти след гласуване на племенен съвет    |
| Велислава Ангелова 29, Панагюрище                              | Георги Янев                                           | Супергерои | Супергерои | Супергерои | Елиминирана пета                                        |
| Елина Пашаланова 30, Сливен                                    | Алекса Ерски                                          | Резерви    | Резерви    | Резерви    | Елиминирана шеста                                       |
| Аспарух Тотев 23, София                                        | Филип Атанасов                                        | Непобедими | Непобедими | Непобедими | Елиминиран седми заради нараняване                      |
| Веселина Ефремова 42, София                                    | Мирослава Профирова, Филип Атанасов и Николай Чакалов | Резерви    | Непобедими | Непобедими | Елиминирана осма след загуба в битка за спасение        |
| Николай Чакалов 26, Славяново                                  | Филип Атанасов                                        | Резерви    | Безстрашни | Безстрашни | Елиминиран девети                                       |
| Валери Григоров 23, София                                      | Алекса Ерски и Зорница Стоилова                       | Безстрашни | Безстрашни | Безстрашни | Елиминиран десети след загуба в капитанска битка        |
| Звезделина Георгиева 30, Варна                                 | Генчо Генчев                                          | Непобедими | Непобедими | Непобедими | Елиминирана единадесета                                 |
| Касим Касимов 21, Русе                                         | Генчо Генчев                                          | Супергерои | Супергерои | Супергерои | Елиминиран дванадесети                                  |
| Илиян Цветков 20, Бургас                                       | Георги Янев, Цветан Петров и Генчо Генчев             | Супергерои | Супергерои | Супергерои | Елиминиран тринадесети след загуба в битка за спасение  |
| Цветан Петров 34, София                                        | Георги Янев и Генчо Генчев                            | Супергерои | Супергерои | Супергерои | Елиминиран четиринадесети                               |
| Супергероите се разпадат, остават само Безстрашни и Непобедими |                                                       |            |            |            |                                                         |
| Елица Янкова 27, Варна                                         | Ралица Кашинова                                       | Непобедими | Непобедими | Непобедими | Елиминирана петнадесета след загуба в капитанска битка  |
| Михаела Тодорова 26, София                                     | Георги Янев                                           | Безстрашни | Безстрашни | Безстрашни | Елиминирана шестнадесета                                |
| Александра Фейгин 19, Йерусалим                                | Мануела Тонева – Мани                                 | Супергерои | Супергерои | Непобедими | Елиминирана седемнадесета                               |
| Мирела Илиева 21, Варна                                        | Алекса Ерски                                          | Безстрашни | Безстрашни | Безстрашни | Елиминирана осемнадесета след загуба в капитанска битка |
| Димитър Лефтеров 28, Велико Търново                            | Георги Петков – Гого                                  | Безстрашни | Безстрашни | Безстрашни | Елиминиран деветнадесети                                |
| Генчо Генчев 33, Харманли                                      | Евгения Джаферович                                    | Непобедими | Непобедими | Непобедими | Елиминиран двадесети след загуба в капитанска битка     |
| Зорница Стоилова 21, София                                     | Алекса Ерски                                          | Резерви    | Непобедими | Непобедими | Елиминирана двадесет и първа                            |
| Индивидуална фаза (финалисти)                                  |                                                       |            |            |            |                                                         |
| Мирослава Профирова 35, Златоград                              | Георги Янев и Ралица Кашинова                         | Непобедими | Непобедими | Непобедими | Елиминирана в предизвикателство, двадесет и втора       |
| Мануела Тонева – Мани 25, Карлово                              | Георги Янев и Ралица Кашинова                         | Супергерои | Супергерои | Безстрашни | Елиминирана в предизвикателство, двадесет и трета       |
| Евгения Джаферович 32, София                                   | Георги Янев и Ралица Кашинова                         | Безстрашни | Безстрашни | Безстрашни | Елиминирана в предизвикателство, двадесет и четвърта    |
| Ралица Кашинова 29, Самоков                                    | Виктория Григорова                                    | Безстрашни | Безстрашни | Безстрашни | Елиминирана в предизвикателство, двадесет и пета        |
| Виктория Григорова 32, София                                   | Алекса Ерски, Филип Атанасов и Георги Янев            | Резерви    | Супергерои | Непобедими | Елиминирана в предизвикателство, двадесет и шеста       |
| Георги Петков – Гого 25, Сливен                                | Алекса Ерски, Филип Атанасов и Георги Янев            | Супергерои | Супергерои | Безстрашни | Елиминиран в предизвикателство, двадесет и седми        |
| Георги Янев 21, София                                          |                                                       | Непобедими | Непобедими | Непобедими | Трето място                                             |
| Филип Атанасов 29, София                                       |                                                       | Резерви    | Безстрашни | Безстрашни | Второ място                                             |
| Алекса Ерски 25, Белград                                       |                                                       | Резерви    | Супергерои | Непобедими | Победител                                               |

## Сезон 5

### Участници
В петия сезон на предаването участват 33 души:
| Участник                                                     | Елиминиран/a от                                      | Племе      | Племе      | Племе      | Племе      | Краен резултат                                              |
| ------------------------------------------------------------ | ---------------------------------------------------- | ---------- | ---------- | ---------- | ---------- | ----------------------------------------------------------- |
| Трифон Симеонов – Туньо 33, Пазарджик                        | Момчил Василев                                       | Старейшини | Старейшини | Старейшини | Старейшини | Елиминиран първи                                            |
| Веселина Маринова 29, Русе                                   |                                                      | Изгубени   | Изгубени   | Изгубени   | Изгубени   | Елиминирана втора след гласуване на племенен съвет          |
| Радосвета Симеонова 29, Добрич                               | Виктория Йорданова                                   | Амазонки   | Амазонки   | Амазонки   | Амазонки   | Елиминирана трета                                           |
| Валентин Петров 48, Хасково                                  |                                                      | Старейшини | Старейшини | Изгубени   | Изгубени   | Елиминиран четвърти след гласуване на племенен съвет        |
| Васил Василев 31, София                                      | Цвети Станева                                        | Изгубени   | Изгубени   | Старейшини | Старейшини | Елиминиран пети поради здравословен проблем                 |
| Николай Рълев 19, Симитли                                    |                                                      | Изгубени   | Изгубени   | Изгубени   | Изгубени   | Напуснал поради здравословни причини                        |
| Николай Костадинов 32, София                                 |                                                      | Гладиатори | Гладиатори | Гладиатори | Гладиатори | Напуснал поради здравословни причини                        |
| Елена Петрова 20, Хасково                                    |                                                      | Изгубени   | Изгубени   | Изгубени   | Изгубени   | Елиминирана шеста след гласуване на племенен съвет          |
| Моника Николаева 35, Враца                                   | Момчил Василев и Теодора Маринова                    | Старейшини | Старейшини | Старейшини | Старейшини | Елиминирана седма заради нараняване                         |
| Виктория Йорданова 27, Варна                                 | Момчил Василев и Теодора Маринова                    | Амазонки   | Старейшини | Изгубени   | Старейшини | Елиминирана осма                                            |
| Цветелин Гешов 25, София                                     |                                                      | Гладиатори | Гладиатори | Амазонки   | Изгубени   | Елиминиран девети след гласуване на племенен съвет          |
| Даниел Димов 34, Стратфорд                                   | Денислава Велкова                                    | Гладиатори | Гладиатори | Гладиатори | Гладиатори | Елиминиран десети                                           |
| Албена Ситнилска 41, София                                   |                                                      | Амазонки   | Амазонки   | Амазонки   | Амазонки   | Елиминирана единадесета заради нарушаване на правилата      |
| Румен Радев 26, Сливен                                       | Благомир Мастагарков и Крум Апостолов                | Изгубени   | Изгубени   | Амазонки   | Амазонки   | Елиминиран дванадесети след наказателна елиминационна битка |
| Ива Георгиева 20, Варна                                      |                                                      | Амазонки   | Амазонки   | Амазонки   | Изгубени   | Елиминирана тринадесета след гласуване на племенен съвет    |
| Пеньо Гатевски – Гатьо 41, Пловдив                           | Благомир Мастагарков                                 | Гладиатори | Гладиатори | Амазонки   | Амазонки   | Елиминиран четиринадесети                                   |
| Амазонките се разпадат, остават само Гладиатори и Старейшини |                                                      |            |            |            |            |                                                             |
| Никол Дунев 24, София                                        | Виолета Стайкова                                     | Изгубени   | Изгубени   | Изгубени   | Изгубени   | Елиминирана петнадесета                                     |
| Теодора Мудева 22, Бургас                                    | Цвети Станева                                        | Амазонки   | Амазонки   | Гладиатори | Гладиатори | Елиминирана шестнадесета                                    |
| Цвети Станева 22, София                                      | Виолета Стайкова                                     | Амазонки   | Гладиатори | Изгубени   | Гладиатори | Елиминирана седемнадесета                                   |
| Радостин Кръстев 22, Сандански                               | Благомир Мастагарков                                 | Гладиатори | Гладиатори | Изгубени   | Гладиатори | Елиминиран осемнадесети след загуба в капитанска битка      |
| Калоян Митов 22, София                                       | Красимир Дунев                                       | Гладиатори | Гладиатори | Гладиатори | Гладиатори | Елиминиран деветнадесети                                    |
| Крум Апостолов 25, Куклен                                    | Красимир Дунев                                       | Гладиатори | Гладиатори | Гладиатори | Гладиатори | Елиминиран двадесети                                        |
| Теодора Маринова 29, Русе                                    | Момчил Василев                                       | Амазонки   | Амазонки   | Гладиатори | Гладиатори | Елиминирана двадесет и първа след загуба в капитанска битка |
| Мария Оряшкова 34, Челопеч                                   | Мартин Николов – Елвиса                              | Амазонки   | Амазонки   | Старейшини | Старейшини | Елиминирана двадесет и втора                                |
| Виктория Пенелова 21, София                                  | Михаил Кръстев                                       | Старейшини | Старейшини | Старейшини | Старейшини | Елиминирана двадесет и трета                                |
| Индивидуална фаза (финалисти)                                |                                                      |            |            |            |            |                                                             |
| Михаил Кръстев 20, Сандански                                 | Иван Рълев и Благомир Мастагарков                    | Изгубени   | Гладиатори | Амазонки   | Старейшини | Елиминиран в предизвикателство, двадесет и четвърти         |
| Виолета Стайкова 47, София                                   | Мартин Николов – Елвиса                              | Старейшини | Изгубени   | Гладиатори | Гладиатори | Елиминирана в предизвикателство, двадесет и пета            |
| Денислава Велкова 24, София                                  | Мартин Николов – Елвиса                              | Изгубени   | Изгубени   | Старейшини | Старейшини | Елиминирана в предизвикателство, двадесет и шеста           |
| Благомир Мастагарков 31, Пловдив                             | Момчил Василев, Иван Рълев и Мартин Николов – Елвиса | Старейшини | Старейшини | Гладиатори | Гладиатори | Елиминиран в предизвикателство, двадесет и седми            |
| Красимир Дунев 50, Пловдив                                   | Момчил Василев, Иван Рълев и Мартин Николов – Елвиса | Старейшини | Старейшини | Старейшини | Старейшини | Елиминиран в предизвикателство, двадесет и осми             |
| Мартин Николов – Елвиса 38, София                            |                                                      | Старейшини | Изгубени   | Старейшини | Гладиатори | Трето място                                                 |
| Момчил Василев 25, София                                     |                                                      | Старейшини | Амазонки   | Старейшини | Старейшини | Второ място                                                 |
| Иван Рълев 25, Симитли                                       |                                                      | Гладиатори | Гладиатори | Гладиатори | Гладиатори | Победител                                                   |

## Сезон 6

### Участници
| Участник                                                             | Елиминиран/a от | Племе  | Племе  | Племе  | Племе  | Краен резултат                                                      |
| -------------------------------------------------------------------- | --- | ------ | ------ | ------ | ------ | ------------------------------------------------------------------- |
| Ая Ахмед 24, Бейрут                                                  | Ангел Русев, Анджела Костадинова, Виктория Петрова, Калоян Цветанов, Миряна Иванова, Никола Караолис, Раду Шулек и Силвия Радулова | —      | —      | —      | —      | Елиминирана в предизвикателство                                     |
| Бисер Русимов 39, София                                              | Ангел Русев, Анджела Костадинова, Виктория Петрова, Калоян Цветанов, Миряна Иванова, Никола Караолис, Раду Шулек и Силвия Радулова | —      | —      | —      | —      | Елиминирана в предизвикателство                                     |
| Васил Пиларски 24, Пловдив                                           | Ангел Русев, Анджела Костадинова, Виктория Петрова, Калоян Цветанов, Миряна Иванова, Никола Караолис, Раду Шулек и Силвия Радулова | —      | —      | —      | —      | Елиминиран в предизвикателство                                      |
| Владислав Терзиев 24, Пловдив                                        | Ангел Русев, Анджела Костадинова, Виктория Петрова, Калоян Цветанов, Миряна Иванова, Никола Караолис, Раду Шулек и Силвия Радулова | —      | —      | —      | —      | Елиминиран в предизвикателство                                      |
| Ирена Георгиева 39, Враца                                            | Ангел Русев, Анджела Костадинова, Виктория Петрова, Калоян Цветанов, Миряна Иванова, Никола Караолис, Раду Шулек и Силвия Радулова | —      | —      | —      | —      | Елиминирана в предизвикателство                                     |
| Йордан Боев 34, Варна                                                | Ангел Русев, Анджела Костадинова, Виктория Петрова, Калоян Цветанов, Миряна Иванова, Никола Караолис, Раду Шулек и Силвия Радулова | —      | —      | —      | —      | Елиминиран в предизвикателство                                      |
| Мария-Йоана Петкова 27, София                                        | Ангел Русев, Анджела Костадинова, Виктория Петрова, Калоян Цветанов, Миряна Иванова, Никола Караолис, Раду Шулек и Силвия Радулова | —      | —      | —      | —      | Елиминирана в предизвикателство                                     |
| Никол Георгиев 28, САЩ                                               | Ангел Русев, Анджела Костадинова, Виктория Петрова, Калоян Цветанов, Миряна Иванова, Никола Караолис, Раду Шулек и Силвия Радулова | —      | —      | —      | —      | Елиминирана в предизвикателство                                     |
| Елица Раева 37, Русе                                                 | Миряна Иванова | Горди  | Горди  | Горди  | Горди  | Елиминирана първа                                                   |
| Иванина Тодорова 23, София                                           | | Дръзки | Дръзки | Дръзки | Дръзки | Напуснала заради нараняване                                         |
| Габриела Димитрова 22, Велико Търново                                | | Храбри | Храбри | Храбри | Храбри | Напуснала доброволно                                                |
| Изабел Здравкова 23, Пазарджик                                       | | Храбри | Храбри | Храбри | Храбри | Елиминирана втора след гласуване на племенен съвет                  |
| Ангел Русев 22, Русе                                                 | Георги Гешев | Силни  | Силни  | Силни  | Силни  | Елиминиран трети заради нараняване                                  |
| Ренета Георгиева 28, Габрово                                         | | Дръзки | Дръзки | Дръзки | Дръзки | Напуснала доброволно                                                |
| Галина Петкова 50, Бургас                                            | | Храбри | Храбри | Храбри | Храбри | Елиминирана четвърта след гласуване на племенен съвет               |
| Наталия Климентова 37, Бяла                                          | Светлин Митев | Дръзки | Дръзки | Дръзки | Дръзки | Елиминирана пета                                                    |
| Гордите са превзети от Храбрите, остават само Дръзки, Силни и Храбри | |        |        |        |        |                                                                     |
| Благой Панайотов 22, Сандански                                       | | Горди  | Горди  | Храбри | Храбри | Елиминиран шести след гласуване на племенен съвет                   |
| Светлин Митев 24, София                                              | Добрин Добрев | Дръзки | Дръзки | Дръзки | Дръзки | Елиминиран седми                                                    |
| Венцислав Цветков 24, Враца                                          | Магдалена Иванова и Анджела Костадинова                                                                                            | Храбри | Горди  | Храбри | Храбри | Елиминиран осми след загуба в капитанска битка                      |
| Симеон Кралев 26, София                                              | | Горди  | Храбри | Горди  | Храбри | Елиминиран девети след гласуване на племенен съвет                  |
| Никола Караолис 24, София                                            | Георги Гешев | Силни  | Силни  | Силни  | Силни  | Елиминиран десети                                                   |
| Изабел Крамарска 20, Самоков                                         | | Горди  | Горди  | Храбри | Храбри | Елиминирана единадесета след гласуване на племенен съвет            |
| Димитър Добринов 31, Пловдив                                         | Миряна Иванова и Десислава Кантарджиева                                                                                            | Горди  | Горди  | Храбри | Храбри | Елиминиран дванадесети                                              |
| Дръзките се разпадат, остават само Силни и Храбри                    | |        |        |        |        |                                                                     |
| Анита Ташева 28, Торонто                                             | Станислав Христакиев | Храбри | Дръзки | Храбри | Храбри | Елиминирана тринадесета                                             |
| Миряна Иванова 21, Русе                                              | Раду Шулек и Павел Николов | Силни  | Храбри | Горди  | Храбри | Елиминирана четиринадесета                                          |
| Виктория Петрова 23, Пловдив                                         | Десислава Кантарджиева, Раду Шулек и Павел Николов                                                                                 | Силни  | Силни  | Силни  | Силни  | Елиминирана петнадесета                                             |
| Малвина Бонева 26, Пловдив                                           | Анджела Констадинова, Силвия Радулова и Магдалена Иванова                                                                          | Горди  | Горди  | Храбри | Храбри | Елиминирана шестнадесета след загуба в битка за спасение            |
| Силвия Радулова 45, София                                            | Раду Шулек и Павел Николов | Силни  | Силни  | Силни  | Силни  | Елиминирана седемнадесета                                           |
| Александър Борисенко 36, Беларус                                     | Станислав Христакиев | Храбри | Дръзки | Силни  | Силни  | Елиминиран осемнадесети след загуба в капитанска битка              |
| Станислав Христакиев 32, Хасково                                     | Мартин Кънев | Храбри | Горди  | Храбри | Храбри | Елиминиран деветнадесети                                            |
| Полина Пелипенко 21, Русия                                           | Анджела Констадинова | Горди  | Горди  | Силни  | Силни  | Елиминирана двадесета                                               |
| Павел Николов 35, Бургас                                             | Раду Шулек | Дръзки | Дръзки | Дръзки | Дръзки | Елиминиран двадесет и първи                                         |
| Индивидуална фаза (финалисти)                                        | |        |        |        |        |                                                                     |
| Десислава Кантарджиева 22, София                                     | Анджела Констадинова | Дръзки | Храбри | Силни  | Силни  | Елиминирана в предизвикателство, двадесет и втора заради нараняване |
| Калоян Цветанов 26, Велико Търново                                   | Анджела Констадинова | Силни  | Дръзки | Силни  | Силни  | Елиминиран в предизвикателство, двадесет и трети                    |
| Магдалена Иванова 20, София                                          | Георги Гешев и Раду Шулек | Дръзки | Дръзки | Храбри | Храбри | Елиминирана в предизвикателство, двадесет и пета                    |
| Микяй Наим 26, Димитровград                                          | Георги Гешев и Раду Шулек | Дръзки | Дръзки | Храбри | Храбри | Елиминиран в предизвикателство, двадесет и пети                     |
| Анджела Константинова 23, Варна                                      | Мартин Кънев | Силни  | Силни  | Храбри | Храбри | Елиминирана в предизвикателство, двадесет и шеста                   |
| Раду Шулек 36, Молдова                                               | Добрин Добрев, Георги Гешев и Мартин Кънев                                                                                         | Силни  | Силни  | Силни  | Силни  | Елиминиран в предизвикателство, двадесет и седми                    |
| Георги Гешев 33, Пазарджик                                           | | Дръзки | Храбри | Силни  | Силни  | Трето място                                                         |
| Добрин Добрев 22, Казанлък                                           | | Горди  | Горди  | Храбри | Храбри | Второ място                                                         |
| Мартин Кънев 25, София                                               | | Храбри | Горди  | Храбри | Храбри | Победител                                                           |

## Sesame Турнири на волята
Финално класиране:
- 1. Светлин Митев (участник в сезон 6) (Победител)
- 2. Алекса Ерски (участник и победител в сезон 4)
- 3. Иван Рълев (участник и победител в сезон 5)
- 4. Георги Гешев (участник в сезон 6)
- 5. Андрей Гридин (участник и победител в сезон 3)
- 6. Добрин Добрев (участник в сезон 6)
- 7. Раду Шулек (участник в сезон 6)
- 8. Красимир Дунев (участник в сезон 5)
- 9. Мартин Кънев (участник и победител в сезон 6) (напуснал поради здравословни причини)
- 10. Филип Атанасов (участник в сезон 4)

### Специални гости на финала
- Джулиана Гани (модел, инфлуенсър)
- Златка Димитрова (модел)

### Точки
| Участник | Бургас | Варна | София | Русе | Пловдив | София (финал) | Получен брой точки |
| -------- | ------ | ----- | ----- | ---- | ------- | ------------- | ------------------ |
| Светлин  | 12     | 5     | 11    | 8    | 9       | 16            | 61                 |
| Алекса   | 7      | 8     | 12    | 11   | 5       | 16            | 59                 |
| Добрин   | 8      | 12    | 10    | 12   | 12      | 0             | 54                 |
| Рълев    | 10     | 2     | 7     | 5    | 10      | 16            | 50                 |
| Гридин   | 3      | 4     | 8     | 10   | 7       | 16            | 48                 |
| Гешев    | 6      | 10    | 9     | 9    | 8       | 0             | 42                 |
| Раду     | 2      | 3     |       |      | 11      | 0             | 35                 |
| Дунев    | 1      | 6     | 5     | 6    | 6       | 0             | 24                 |
| Мартин   | 4      | 7     | 6     | 7    |         |               | 24                 |
| Филип    | 5      | 1     |       |      |         |               | 6                  |

Легенда:
  - победител
  - подгласник
  - отпаднал

## Сезон 7

### Участници
| Участник                      | Елиминиран/a от | Племе | Краен резултат |
| ----------------------------- | --------------- | ----- | -------------- |
|                               |                 |       |                |
|                               |                 |       |                |
|                               |                 |       |                |
|                               |                 |       |                |
|                               |                 |       |                |
|                               |                 |       |                |
|                               |                 |       |                |
|                               |                 |       |                |
|                               |                 |       |                |
|                               |                 |       |                |
|                               |                 |       |                |
|                               |                 |       |                |
|                               |                 |       |                |
|                               |                 |       |                |
|                               |                 |       |                |
|                               |                 |       |                |
|                               |                 |       |                |
|                               |                 |       |                |
|                               |                 |       |                |
|                               |                 |       |                |
|                               |                 |       |                |
|                               |                 |       |                |
|                               |                 |       |                |
|                               |                 |       |                |
|                               |                 |       |                |
|                               |                 |       |                |
|                               |                 |       |                |
|                               |                 |       |                |
|                               |                 |       |                |
|                               |                 |       |                |
|                               |                 |       |                |
|                               |                 |       |                |
|                               |                 |       |                |
|                               |                 |       |                |
| Индивидуална фаза (финалисти) |                 |       |                |
|                               |                 |       |                |
|                               |                 |       |                |
|                               |                 |       |                |
|                               |                 |       |                |
|                               |                 |       |                |
|                               |                 |       |                |
|                               |                 |       |                |
|                               |                 |       |                |
|                               |                 |       |                |